# Modèle avec excès de zéros
 (juillet 2019).
En statistique, un modèle avec excès de zéros est un modèle statistique basé sur une distribution de probabilité avec excès de zéro, c'est-à-dire une distribution permettant de fréquentes observations à valeur nulle.
Les modèles avec excès de zéro sont couramment utilisés dans l'analyse des données de dénombrement, telles que le nombre de visites qu'un patient effectue aux urgences au cours d'une année ou le nombre de poissons capturés en une journée dans un lac. Les données de comptage peuvent prendre les valeurs 0, 1, 2,… (valeurs entières non négatives). D'autres exemples de données de comptage sont le nombre de coups enregistrés par un compteur Geiger en une minute, les jours-patients à l'hôpital, les buts marqués lors d'un match de football et le nombre d'épisodes d'hypoglycémie par an pour un patient diabétique.